# 松木庄左衛門
松木 庄左衛門（まつのき しょうざえもん、寛永2年1月25日（1625年3月3日） - 承応元年5月16日（1652年6月21日））は、江戸時代前期の小浜藩の義民。実名は不詳。法号より長操（ちょうそう）とも称される。若狭国遠敷郡新道村（現在の福井県三方上中郡若狭町新道）の庄屋。

## 経歴
寛永17年（1640年）、16歳で庄屋の地位を継ぐ。
小浜藩では関ヶ原の戦いで木下勝俊が改易されて京極高次が新藩主となったが、これまでの後瀬山城に替わって新たに小浜城を築城したために財政が苦しかった。このため、大豆納の年貢1俵の基準を1俵あたり4斗から4斗5升に改めて増徴を図った。築城で多くの農民が駆り出されたこともあって領民の生活は苦しくなり、藩側に大豆納を元に戻すように要求したが受け入れられなかった。寛永11年（1634年）に京極忠高（高次の子）に替わって小浜藩主となった酒井忠勝も引き続き税制を維持したために人々の不満は高まった。
そこで寛永17年（1640年）に入って、若狭国内252ヶ村の名主が集まって郡代官所に陳情を行うことになり、この年に名主となったばかりの庄左衛門他20名を総代として陳情を行った。以後、数十回にもわたって直訴を繰り返したために、承応元年（1652年）に総代全員が捕らえられ、獄中で厳しい拷問を受けた。だが、1人庄左衛門のみはこれを耐えて、獄中でもなお大豆納の引き下げを求めた。これに驚いた藩はやむなく大豆納を元の4斗に戻すことに応じたが、代わりに庄左衛門は同国日笠河原で磔に処せられ、28歳の命を終えた（小浜藩領承応元年一揆）。以後、領民は大豆の初穂を神前に供えて彼の威徳を謝した。
墓所は日笠河原に近い正明寺にある。昭和になってから、彼を祀った松木神社が建立された。